# Liste der Monuments historiques in Antoigné
Die Liste der Monuments historiques in Antoigné führt die Monuments historiques in der französischen Gemeinde Antoigné auf.

## Liste der Bauwerke
| Bezeichnung        | Beschreibung | Standort | Kennzeichnung | Schutzstatus | Datum | Bild           |
| ------------------ | ------------ | -------- | ------------- | ------------ | ----- | -------------- |
| Dolmen du Griffier | Neolithikum  | (Lage)   | PA00108946    | Classé       | 1984  | weitere Bilder |

## Liste der Objekte
- Monuments historiques (Objekte) in Antoigné in der Base Palissy des französischen Kultusministeriums